# Vitolo (Fußballspieler, 1983)
Vitolo – eigentlich Víctor José Javier Añino Bermúdez (* 9. September 1983 in Santa Cruz de Tenerife) – ist ein spanischer Fußballspieler.

## Karriere
Seine Karriere als Profifußballer startete Vitolo bei CD Teneriffa, dem größten und bekanntesten Fußballklub seiner Heimat. Zwischen 2001 und 2005 konnte er sich einen Stammplatz bei den „Inselkickern“ erspielen, was ihn auch für die Jugendnationalmannschaften interessant machte. Bei der U-20-Fußballweltmeisterschaft 2003 konnte er mit Spanien das Finale erreichen. Da er sich sportlich bei CD Teneriffa nicht weiterentwickeln konnte, zog es Vitolo vor zu Racing Santander zu wechseln. Nach zwei Spielzeiten als Stammspieler plante der Trainer erst einmal nicht mehr mit ihm, so dass der Leihvertrag mit Celta zu Stande kam, wo er sich erneut zum Stammspieler entwickeln konnte, ohne jedoch nachhaltig zu überzeugen. Celta verzichtete auf die Kaufoption und auch Racing brauchte in nicht.
Im Sommer 2008 wechselte er schließlich leihweise zum griechischen Erstligisten Aris Thessaloniki. Ein Jahr später, im Sommer 2009 wechselte Vitolo ablösefrei von Racing Santander zu PAOK Saloniki und erhielt einen Vierjahresvertrag, da Racing Santander aufgrund ausstehenden Gehaltszahlungen ihn nicht mehr halten konnte und somit gezwungenermaßen gehen lassen musste.
Am 13. Juli 2011 löste Vitolo seinen Vertrag bei PAOK vorzeitig auf.
Nachdem Vitolo zwei Jahre für Panathinaikos Athen tätig gewesen war, wechselte er im Sommer 2013 zum türkischen Erstligisten Elazığspor.
Zur Saison 2014/15 kehrte Vitolo nach neun Jahren zu CD Teneriffa zurück.